# Steinbergstraße 10 (Gernrode)

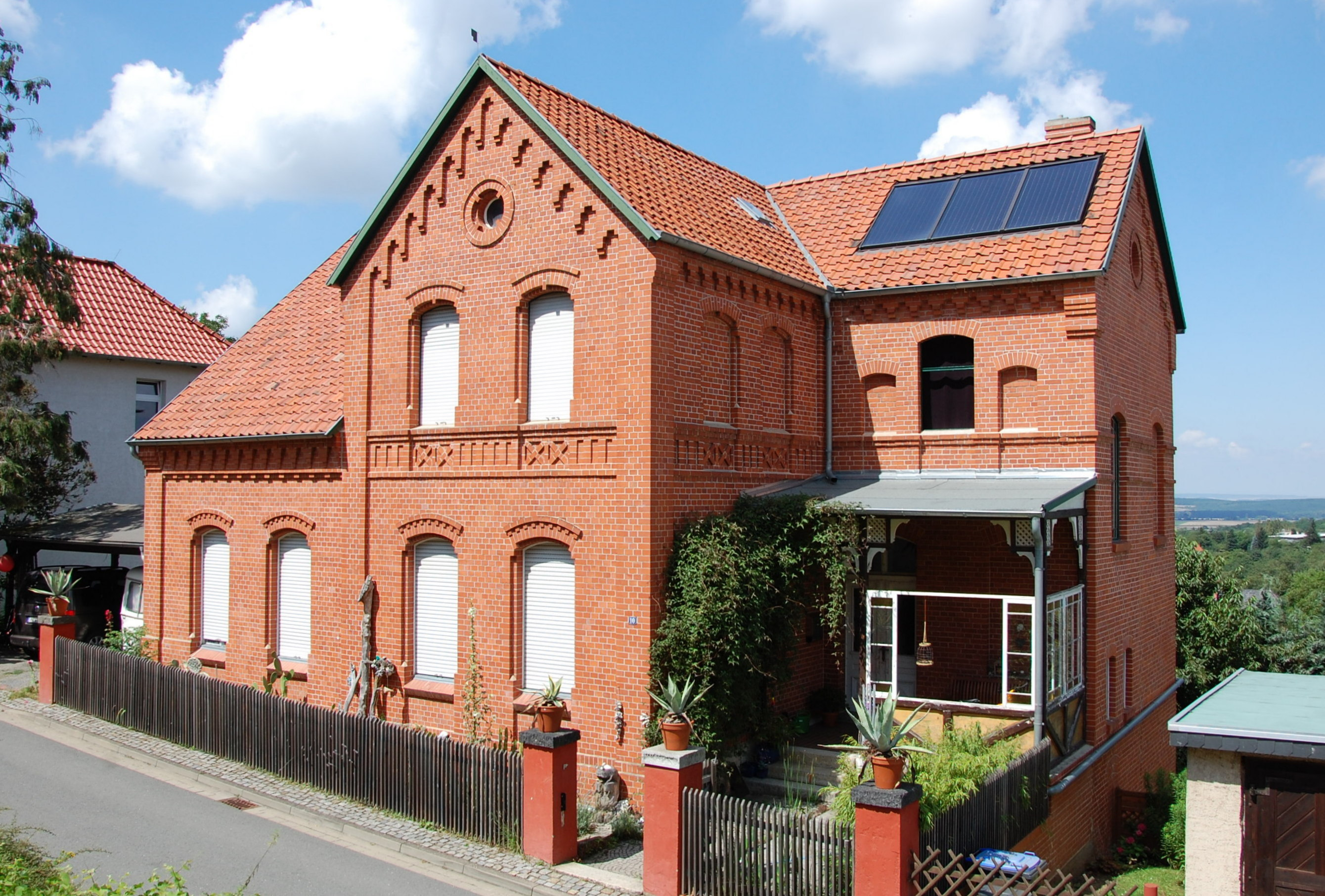
Haus Steinbergstraße 10

Das Haus Steinbergstraße 10 ist ein denkmalgeschütztes Gebäude in dem zur Stadt Quedlinburg in Sachsen-Anhalt gehörenden Ortsteil Stadt Gernrode.

## Lage
Er befindet sich westlich der Gernröder Altstadt auf der Nordseite der Steinbergstraße und ist im örtlichen Denkmalverzeichnis als Wohnhaus eingetragen.

## Architektur und Geschichte
Das in massiver Bauweise aus roten Backsteinen errichtete villenartige Gebäude entstand in der Zeit um 1900 und weist Stilelemente des Spätklassizismus auf.